# Siebengebirgsmuseum
Das Siebengebirgsmuseum ist ein Regionalmuseum und Fachmuseum für Rheinromantik in Königswinter, einer Stadt im nordrhein-westfälischen Rhein-Sieg-Kreis.

## Geschichte
1927 begründet die Arbeitsgemeinschaft zur Pflege der Heimat (der spätere Heimatverein Siebengebirge e. V.) eine heimatkundliche Sammlung, die nach dem Kauf eines Gebäudes 1934 zu einer Museumseröffnung im Jahre 1939 führte. Während des Zweiten Weltkriegs war das Museum geschlossen und wurde 1956 unter der Leitung von Theo Hardenberg wiedereröffnet. 1980 und 1994 erfolgten Erweiterungen des Ausstellungsbereichs für die umfangreichen Sammlungen zu Geologie, Geschichte und Kultur des Siebengebirges. Von Januar 2010 bis September 2011 erfuhr das Museum im Rahmen der Regionale 2010 eine bauliche Erweiterung und Neugestaltung der Dauerausstellung. Durch die dauerhafte Kooperation mit der privaten Bonner Sammlung RheinRomantik  ist dieses Thema seither ein markant aufgewerteter Schwerpunkt der Museumsarbeit.
Das Museum befindet sich in einem vom Steinhauermeister und Gerichtsschöffen Johann Peter Meurer (auch Mäurer) 1732 erbauten barocken Bürgerhaus in der Königswinterer Altstadt (Klotzstraße 11) sowie mehreren Erweiterungsbauten und ist heute in städtischer Trägerschaft. Außen ist das Gebäude mit Platten aus Wolkenburger Latit verkleidet. Das Ursprungsgebäude steht als Baudenkmal unter Denkmalschutz.

## Ausstellungen
- August Sander: Das Gesicht der Landschaft – Rhein und Siebengebirge. November 2017 bis April 2018.[3]
- Esel – Tradition und Geschichten. April 2019 bis 1. September 2019.[4]
- Mit Pinsel und Feder – Landschaften auf Papier mit Werken aus der Sammlung RheinRomantik. Mai bis Oktober 2019.[5]
- Badespaß am Rhein, 6. Mai bis 16. Oktober 2022.
- Too beautiful! Der englische Blick auf den Rhein, 23. August 2024 bis 9. März 2025.